# Jouef
Jouef est une marque d'origine française de modèles réduits de trains et de circuits routiers, créée en 1944 par Georges Huard à Champagnole, dans le département du Jura. Après avoir été une marque phare des trains miniatures en France, Jouef devient en octobre 2004 une marque de distribution du groupe britannique Hornby. Le nom Jouef est une contraction de la marque « Le Jouet Français ».

## Histoire

### Les débuts
L’entreprise « Le Jouet Français » est créée par Georges Huard en 1944. Elle compte rapidement plusieurs usines autour de Champagnole, à Foncine-le-Haut, Foncine-le-Bas et Sirod.
Jouef construit d'abord toutes sortes de jouets, soit en tôle emboutie, soit en plastique moulé, pour ne conserver finalement que ce dernier.

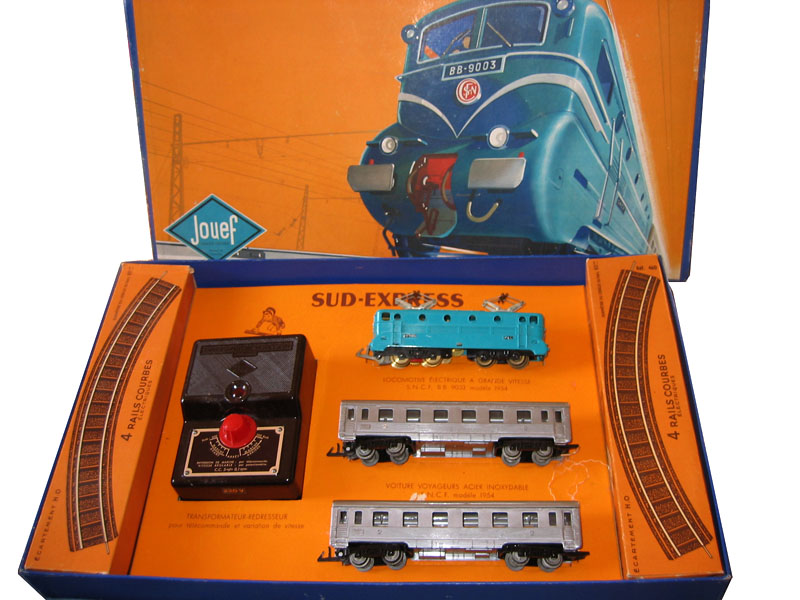
Coffret du Sud-Express - BB 9003 - avant le record du monde de vitesse à 331 km/h en 1955.
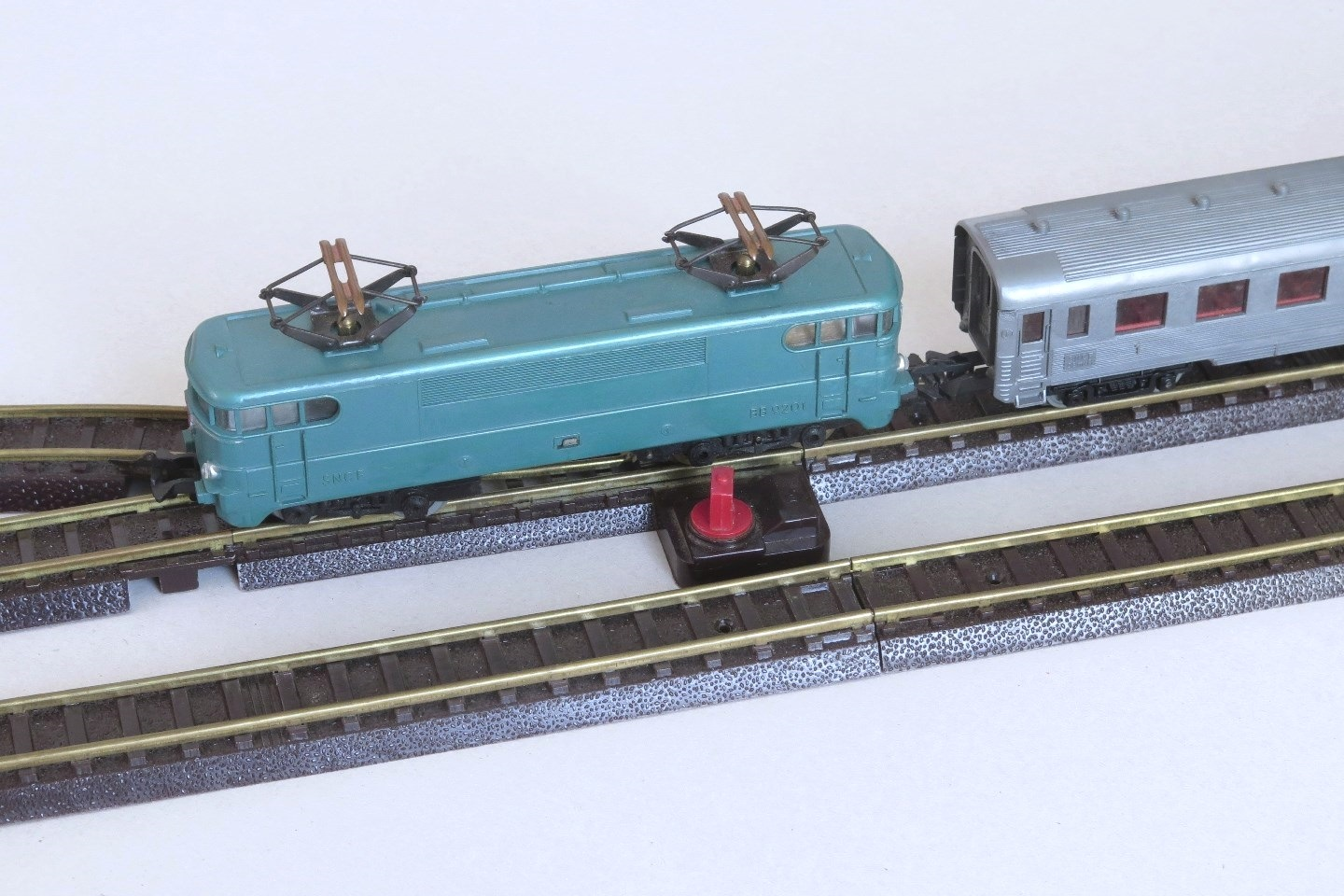
Train électrique BB 9200 sur aiguillage avec bouton de commande.
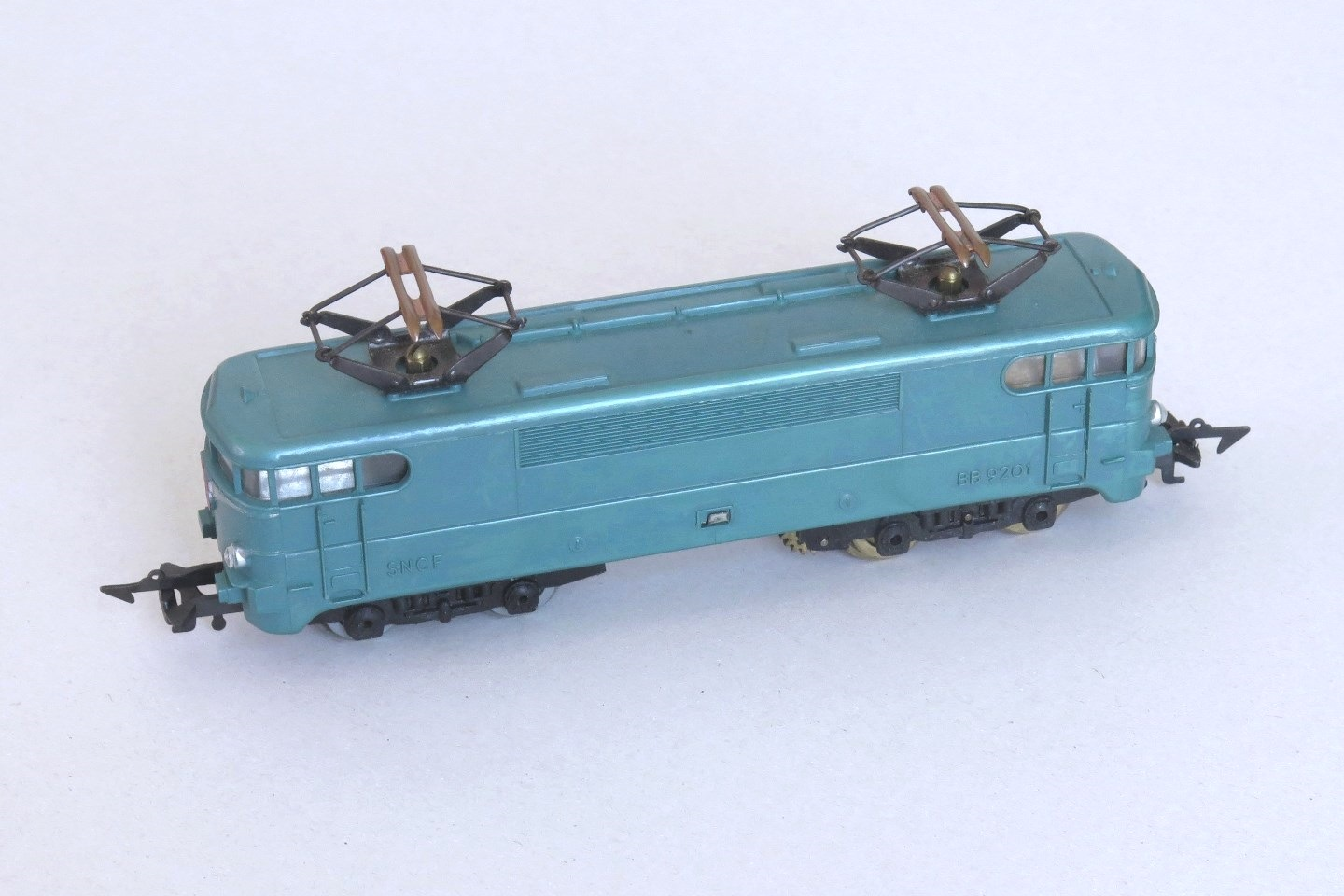
Locomotive électrique BB 9200 - 6 volts
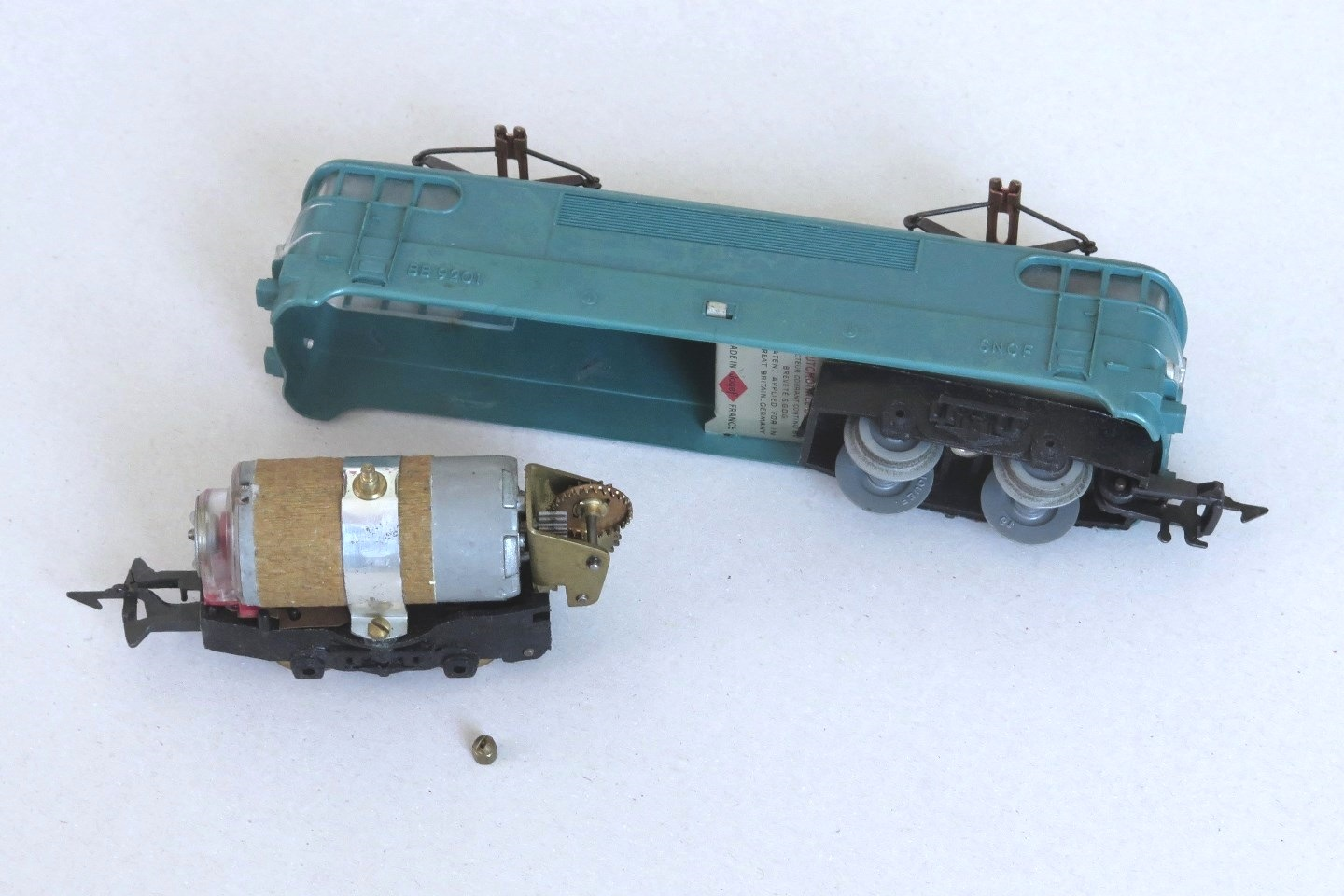
BB 9200 avec moteur - 6 volts - détails de la transmission du boggie.

Après avoir sorti en 1950 un train mécanique à l'échelle HO (le Paris - Rome) sur voie métallique, son premier modèle électrique date de Noël 1954 : le coffret du Sud-Express, contenant une motrice électrique BB 9003, avec 8 rails courbes, deux voitures de voyageurs DEV Inox et une alimentation de 6 volts continu, en « deux rails ». La marque Jouef apparaît en 1953.

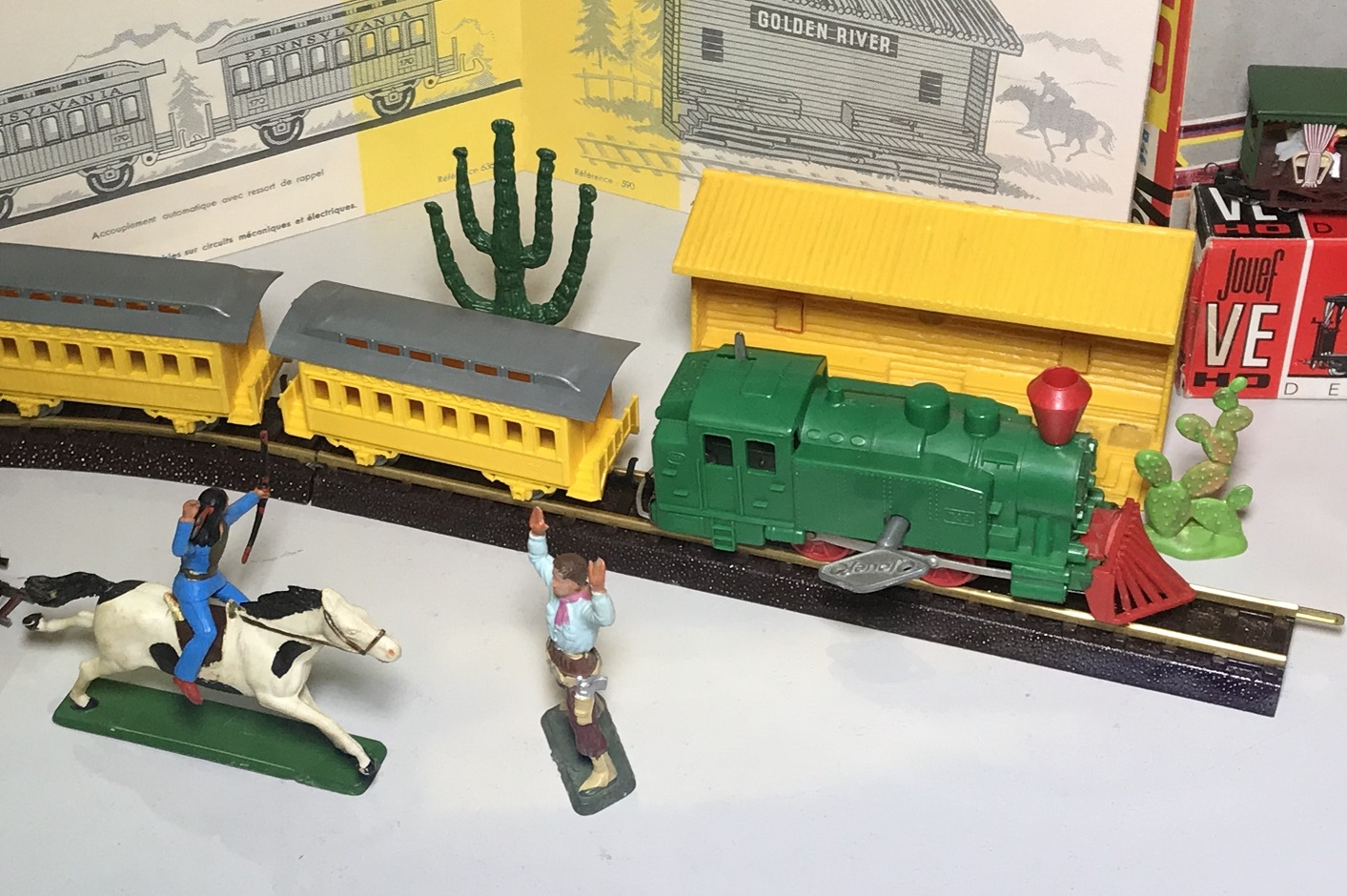
Train jouet avec entraînement mécanique à mouvement d'horlogerie, échelle H0, deuxième moitié des années 1950.

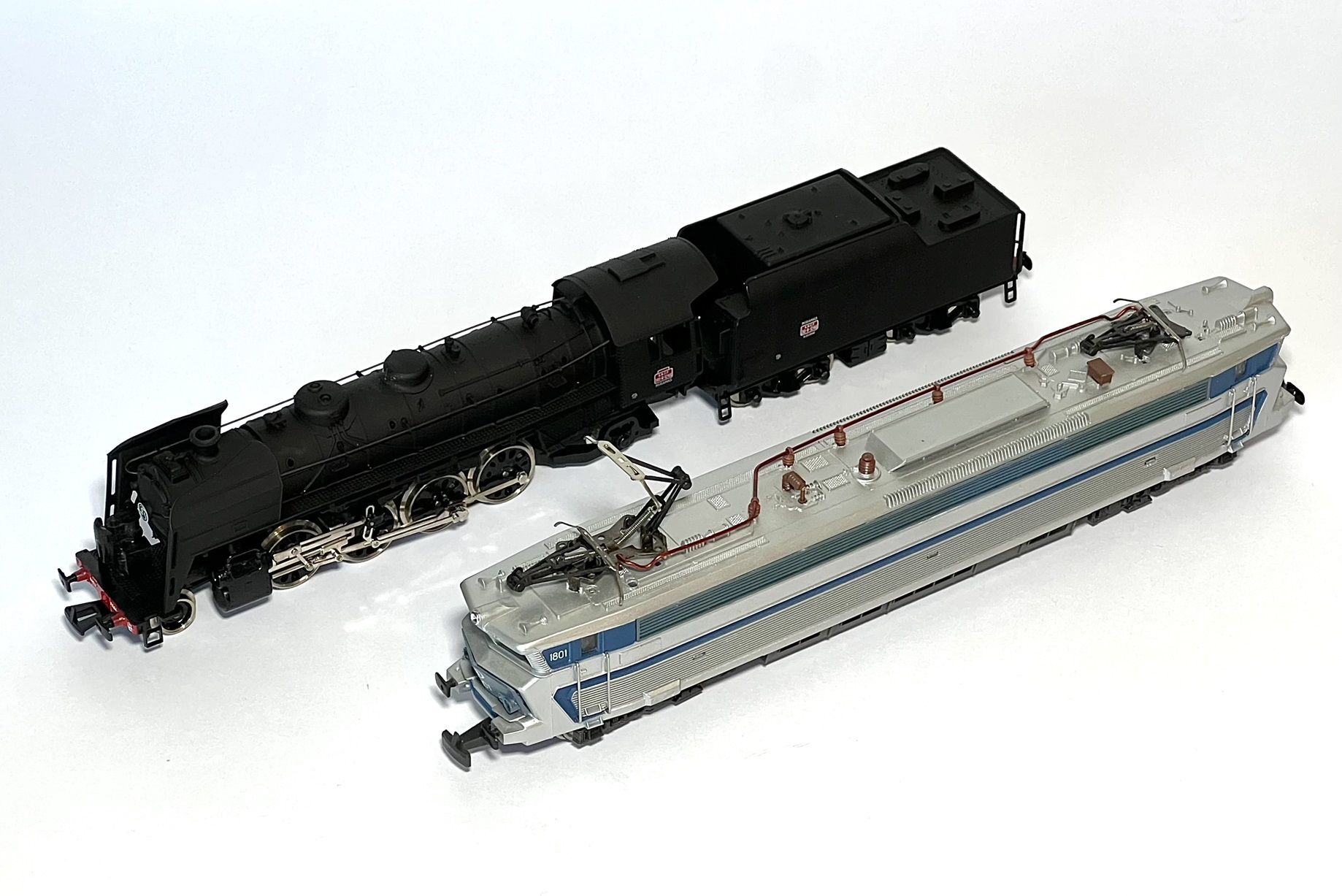
Locomotive électrique polytensions Série 18 SNCB et locomotive à vapeur unifiée 141 R SNCF.

Dès 1958 la gamme, essentiellement à l'échelle HO, ne cesse de croître et la fidélité de reproduction de s'améliorer. Les rails, au départ sur un faux ballast en plastique, s'alignent en qualité de reproduction sur les modèles plus réalistes de HOrnby-acHO et de Rivarossi.
Le succès des circuits routiers électriques, comme Scalextric et le Circuit 24, en 1963 conduit Jouef à proposer sa propre version Record 64 qui sort pour Noël 1963. La réalisation, comme pour les trains, se veut économique et simple : l'ensemble fait plus léger que le Scalextric. C'est un succès commercial qui perdurera jusqu'à la vente de Jouef par Georges Huard en 1972 à la Sofinex, filiale du Crédit lyonnais.
Simultanément, sur le créneau des trains miniatures de moyenne gamme économique, le constructeur Lima se montre plus agressif dans les années 1970 avec des réalisations en HO, N et même fugitivement en O. Jouef fait une tentative en HOe (HO voie étroite) en 1967, en rachetant la firme allemande Egger-Bahn, spécialisée en HOe.
Pendant plus de 40 ans, Jouef défend le principe d'un modélisme ferroviaire bon marché et ne cherchant pas un niveau de détail trop poussé, mais apprécié par les enfants car simple d'utilisation et peu fragile[réf. nécessaire].
Au plus fort de son activité jurassienne, Jouef a employé 1 200 personnes dans le Jura.

### Rachats

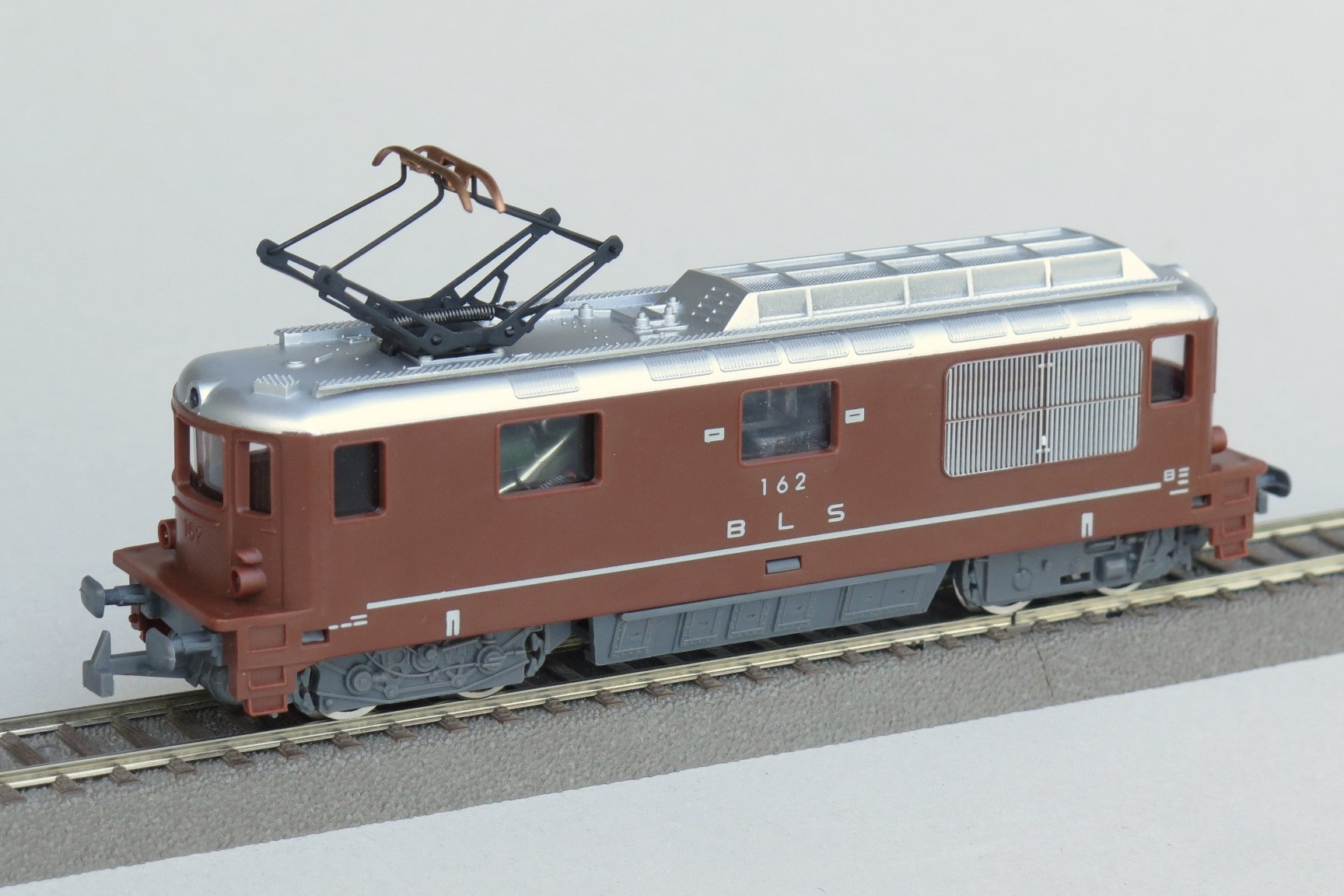
Fabriquée en Irlande : locomotive électrique BLS Re 4/4 Jouef HDI.

La Sofinex regroupe en 1974 les sociétés Jouef, Heller et Solido sous le nom « Le Jouet Français ». Le HOe est abandonné au profit de la seule échelle HO.
La société n'a pas pu être redressée et c'est finalement le groupe CEJI, propriétaire de Joustra, qui rachète la marque en 1981 : la direction, déjà présente sur le marché du jeu et du jouet, semble relancer l'activité et annonce même une gamme à l'échelle N, mais CEJI dépose son bilan en 1985. Avec le rachat par Fobbi, une nouvelle relance est engagée.
Dans les années 1990, le marché français du modélisme ferroviaire grand public se rétrécit et Jouef, en difficulté, est racheté en 1996 par le groupe italien Lima (marques Lima, Rivarossi, Arnold) qui est à l'époque distribué en France par MKD. MKD est également diffuseur en France de Scalextric (marque de circuits routiers associée à Hornby), d'Electrotren (groupe Hornby), de LGB (trains de jardin à l'échelle IIm - 1:22,5), etc.
Le 1er juin 2001, Lima annonce la fermeture de l'usine Jouef de Champagnole (Jura français) pour la délocaliser en Italie.
Lima est à son tour racheté par le groupe britannique Hornby en octobre 2004, pour la somme de huit millions d'euros. À la suite de cette reprise, c'est MKD qui continue de diffuser en France les marques de trains miniatures du groupe Hornby (Electrotren, Jouef, Lima, Rivarossi, Arnold, etc.) et les circuits Scalextric sous le nom de Hornby France.
La production de Jouef est délocalisée en Chine. Les premiers modèles arrivent sur les rayons début 2006.

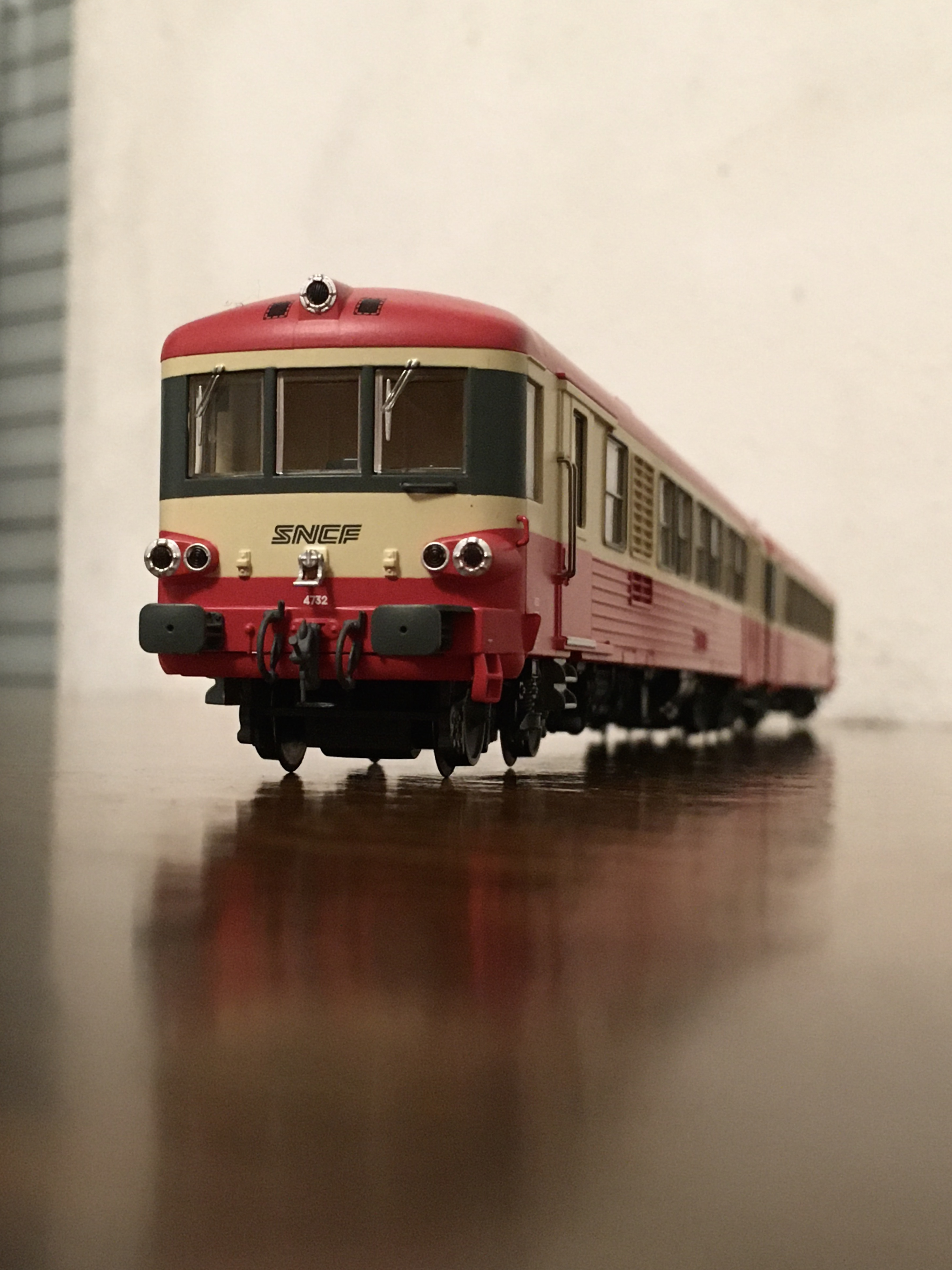
Autorail EAD de la gamme Jouef Loisirs.

## Production depuis 2005
En 2005, après le rachat de Jouef par Hornby, des modèles issus des productions de Champagnole et de Lima sont annoncés. Produits à partir des mêmes moules qu'auparavant, les modèles sont toutefois remaniés et bénéficient d'améliorations esthétiques et techniques. Les locomotives reçoivent notamment de série une prise pour décodeur afin de faciliter la numérisation.
Des modèles inédits sont ensuite conçus et distribués au fil des années, ainsi que des reprises d'Electrotren et de Rivarossi, que ce soit du matériel moteur ou du matériel remorqué.
En 2019, afin de compléter son offre et de permettre la pratique du modélisme au plus grand nombre, Jouef Hornby annonce la gamme Jouef Loisirs. Il s'agit de modèles d'entrée de gamme mais de qualité dont certains détails sont simplifiées afin de réduire le prix de vente. Les CC 72000 sont les premières machines proposées (en livrées d'origine à plaques, Fret et En Voyage). Viennent ensuite les autorails EAD, déclinés eux aussi en plusieurs livrées. Ces modèles sont un succès pour la marque.

## Postérité
Depuis 2015, une association de passionnés et anciens employés, basée à Champagnole, organise des expositions annuelles, des bourses de collectionneurs et met en œuvre un projet de maquette de Champagnole,.